# Leiberstung
Leiberstung ist seit der Kommunalreform in Baden-Württemberg 1973 ein Ortsteil der Gemeinde Sinzheim im südlichen Landkreis Rastatt in Baden-Württemberg.
Der Ort liegt rund fünf Kilometer südwestlich zwischen Sinzheim und Bühl. Das Dorf ist bekannt wegen seiner erfolgreichen Storchenstation.

## Geschichte

### Frühe Geschichte
Im Jahre 1320 wurde die Ortschaft Leiberstung erstmals als „Leiboltzdung“ urkundlich erwähnt. Dieser Name wandelte sich später in „Leibolds Tung“, bis dann am Ende der Entwicklung der Ortsname Leiberstung stand. Der Ursprung des Namens „Leibolds Tung“ weist auf eine flämische Gründung hin. Das flämische Wort „Donk“, das dann im damaligen Sprachgebrauch zu „Tung“ wurde, bezeichnet Erhebungen im mittelbadischen Sumpf- und Bruchgebiet, die als Ackerland dienten.
Auf den höchsten Erhebungen wurden Siedlungen errichtet, die nach den Namen der jeweiligen Stammherren oder Gründer benannt wurden. Aus den Schriften ist weiterhin zu entnehmen, dass in Leiberstung, im Erlenwald südwestlich des Dorfes in Richtung Schwarzach, ehemals auch eine Wasserburg gestanden haben soll. Hierauf deuten, neben den Abhandlungen über die damals ansässigen Geschlechter von Adel und Rittertum, auch die Bezeichnungen für die Wasser- oder Tiefburg hin. Auch heute noch lässt sich der damalige Standort der Wasserburg anhand von Gemarkungsnamen rekonstruieren. So findet man im Gemeindewald beispielsweise die Gemarkung „Burgstadten“, nicht weit davon entfernt deutet der Name „Rittermatte“ ebenfalls auf die ehemaligen Burgherren hin.
Es gehörte ursprünglich zur Markgrafschaft Baden und somit kirchlich gesehen zum Bereich des Steinbacher Kirchspiels. Seit dem Dreißigjährigen Krieg wurde Leiberstung jedoch karitativ von der Abtei Schwarzach her betreut, die näher lag. So kam die Zugehörigkeit politisch zur Markgrafschaft, kirchlich aber zur Pfarrei Schwarzach. Im Jahre 1405 wurde der Edelknecht Hans von Bach durch den damaligen Markgrafen Bernhard von Baden mit einem Viertel von Leiberstung belehnt. Weitere Teile Leiberstungs waren Lehen der Herren von Bosenstein und des Abtes von Schwarzach. Auch hiervon zeugen noch heute verschiedene Markungsnamen, wie zum Beispiel „Abtsmoor“. Im Laufe der Jahre wurden weitere Teile Leiberstungs zu Lehen derer von Bach, sodass bis zum Jahre 1441 dreiviertel des Dorfes Leiberstung Lehen der Bachschen Herren war. Das letzte Viertel wurde an Hans von Bosenstein belehnt. Durch die Größe des Lehens derer von Bach wurde dieser Spross für die weitere Entwicklung Leiberstungs maßgebend.
Das Wappen der Herren von Bach, die in Kappelwindeck (zur großen Kreisstadt Bühl gehörend) ihren Stammsitz hatten, war als Narrenkappe oder Widderhorn in den Schriften beschrieben. Durch verschiedene Entwicklungen des Dorfes, Überlieferungen und hieraus folgenden Missverständnissen über die Bestimmung, wurde aus diesem Zeichen fälschlicherweise ein Halbmondgesicht, das sich auch heute noch im Wappen wiederfindet. Kurios hierbei ist die Tatsache, dass auch das Wappen der Nachbarortschaft Weitenung dieses Zeichen des Mondes trägt, jedoch mit anderen Farben.

### Kreis- und Gebietsreform
Am 1. Januar 1973 wurde aus der ehemals selbständigen Gemeinde Leiberstung ein Teilort Sinzheims. Für Leiberstung gab es zwei Optionen, entweder Eingemeindung nach Schwarzach oder nach Sinzheim. Schon vor der Eingemeindung hatten der Sinzheimer Ortsteil Schiftung und die Gemeinde Leiberstung eine gemeinsame Wasserversorgung. Somit bestanden also schon vorher Verträge und Abkommen mit Sinzheim. Am 27. Februar 1972 wurden in einem Bürgerentscheid die endgültigen Weichen gestellt. Bei einer Wahlbeteiligung von 60 % sprachen sich über 70 % für den Zusammenschluss mit Sinzheim aus.
Der Eingemeindungsvertrag auf Basis der Ortschaftsverfassung garantierte dem neuen Teilort Rechte aus der ehemaligen Selbständigkeit. In der Hauptsatzung der Gemeinde Sinzheim wurden die Zuständigkeiten geregelt. Wichtigster Passus in dem Vertrag waren die Zusatzvereinbarungen – Bedingungen, die die Gemeinde Sinzheim zu erfüllen hatte. Diese waren unter anderem der „Ausbau der öffentlichen Entwässerung im Trennsystem mit dem Bau einer Sammelkläranlage“, „Erstellung eines Feuerwehrgeräteraumes“, "Durchführung von Erschließungsmaßnahmen im Baugebiet „Dorfacker“ und verschiedenes mehr. Wichtig war für die Leiberstunger auch die Freiheit und der Erhalt ihrer kulturellen Einrichtungen.

## Kirchengeschichte

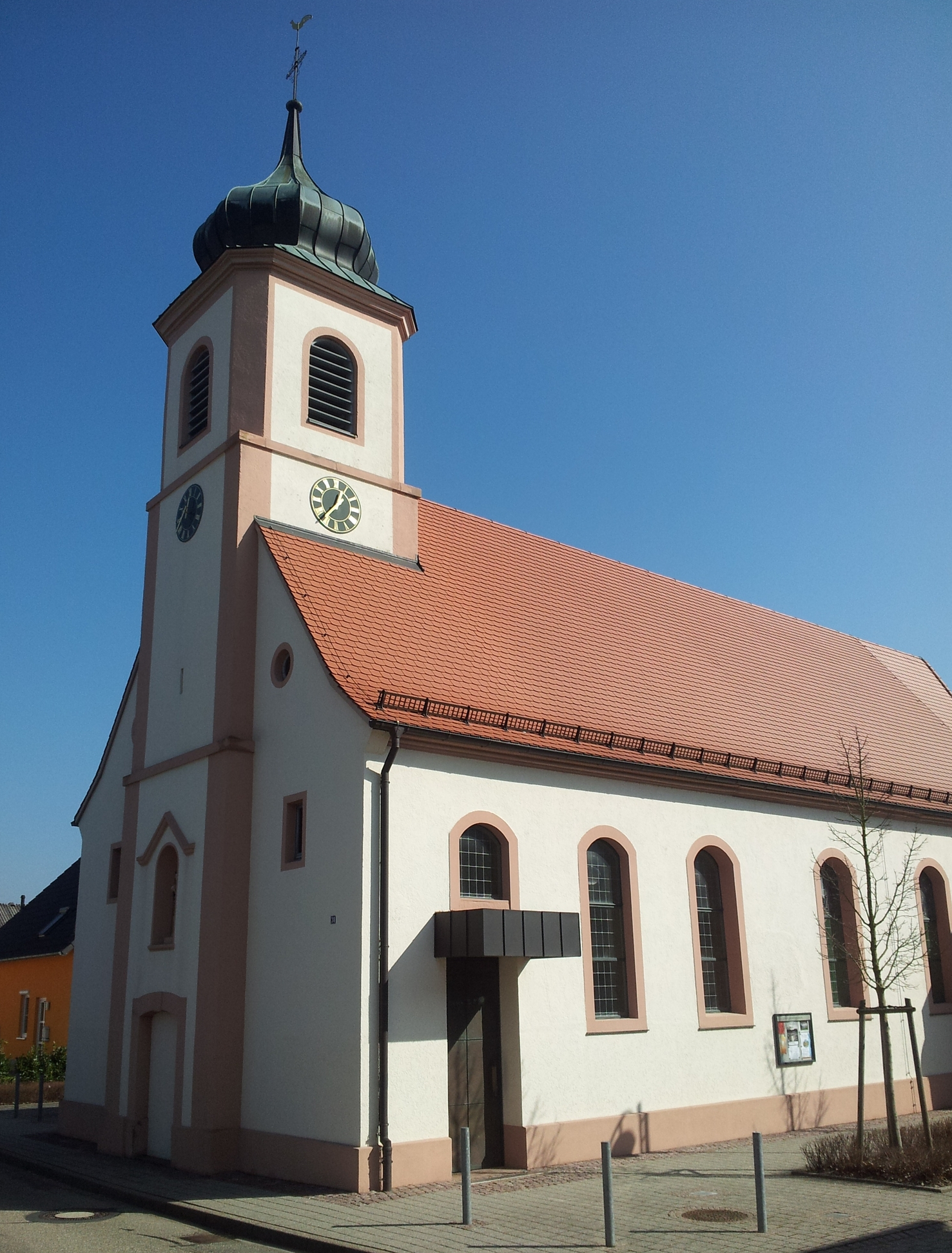
Pfarrkirche St. Wendelinus

Am südlichen Ortsausgang befand sich eine hölzerne Kapelle, die den Leiberstungern zur Rosenkranzandacht diente. Belegt wird dies auch durch den Fund von Gebeinen in diesem Jahrhundert. In den Kriegswirren zwischen 1696 und 1710 wurde diese Kapelle mit einem Teil des Dorfes niedergebrannt. 1713 wurde in der Mitte des Dorfes am heutigen Standort der Dorfkirche eine Kirche aus Stein errichtet. Dieses Kirchlein war der damaligen Leitung der Abtei Schwarzach ein Dorn im Auge, sie verhinderte zunächst die Einweihung, so dass erst 1728 die Kirche dem heiligen Wendelin geweiht werden konnte. Heute hat die Kirchengemeinde „St. Wendelin Leiberstung“ mit der Kirchengemeinde „St. Martin Sinzheim“ einen gemeinsamen Pfarrgemeinderat und gehört zur Seelsorgeeinheit Sinzheim-Hügelsheim.
Die in den 1970er Jahren generalsanierte Kirche, das alte Rathaus und Schulhaus (in der ersten Hälfte 2000 im Rahmen einer Ortsentwicklungsmaßnahme abgebrochen) bildeten lange Jahre die Mittelpunkte des Straßendorfes Leiberstung, das auch mit der Bezeichnung „Wendlinusdorf“ über die Landkreisgrenzen hinaus bekannt ist.

## Politik

### Ortschaftsrat
Der Ortschaftsrat besteht aus neun Mitgliedern, aus ihren Reihen wählen diese den ehrenamtlichen Ortsvorsteher. Der vom Ortschaftsrat gewählte Ortsvorsteher muss vom Gemeinderat in Sinzheim bestätigt werden und wird vom Bürgermeister als Ehrenbeamter auf Zeit verpflichtet.

### Ortsvorsteher
- Emil Lorenz, (früher Bürgermeister von Leiberstung) 1973–1979
- Paul Frietsch, 1979–1999
- Alexander Naber, 1999–2014
- Josef Rees, 2014–2024
- Angelika Audet-Binz, seit 2024

## Wirtschaft und Gewerbe
Haupterwerbszweig für Leiberstung war über Jahrhunderte hinweg die Landwirtschaft. Tabak, Getreide, Rüben, Gurken und Kartoffeln wurden hauptsächlich angebaut. Aber auch die Milchwirtschaft und die Schweinezucht trugen zur wirtschaftlichen Entwicklung des Dorfes bei. Heute ist hiervon wenig übriggeblieben. Wie viele Dörfer im ländlichen Raum ist auch in Leiberstung die Zahl der landwirtschaftlichen Betriebe auf ein Minimum zurückgegangen. Durch den Erhalt des dörflichen Charakters und der Struktur, wurde dem Dorf beim 18. Landeswettbewerb Unser Dorf soll schöner werden eine Silbermedaille verliehen.

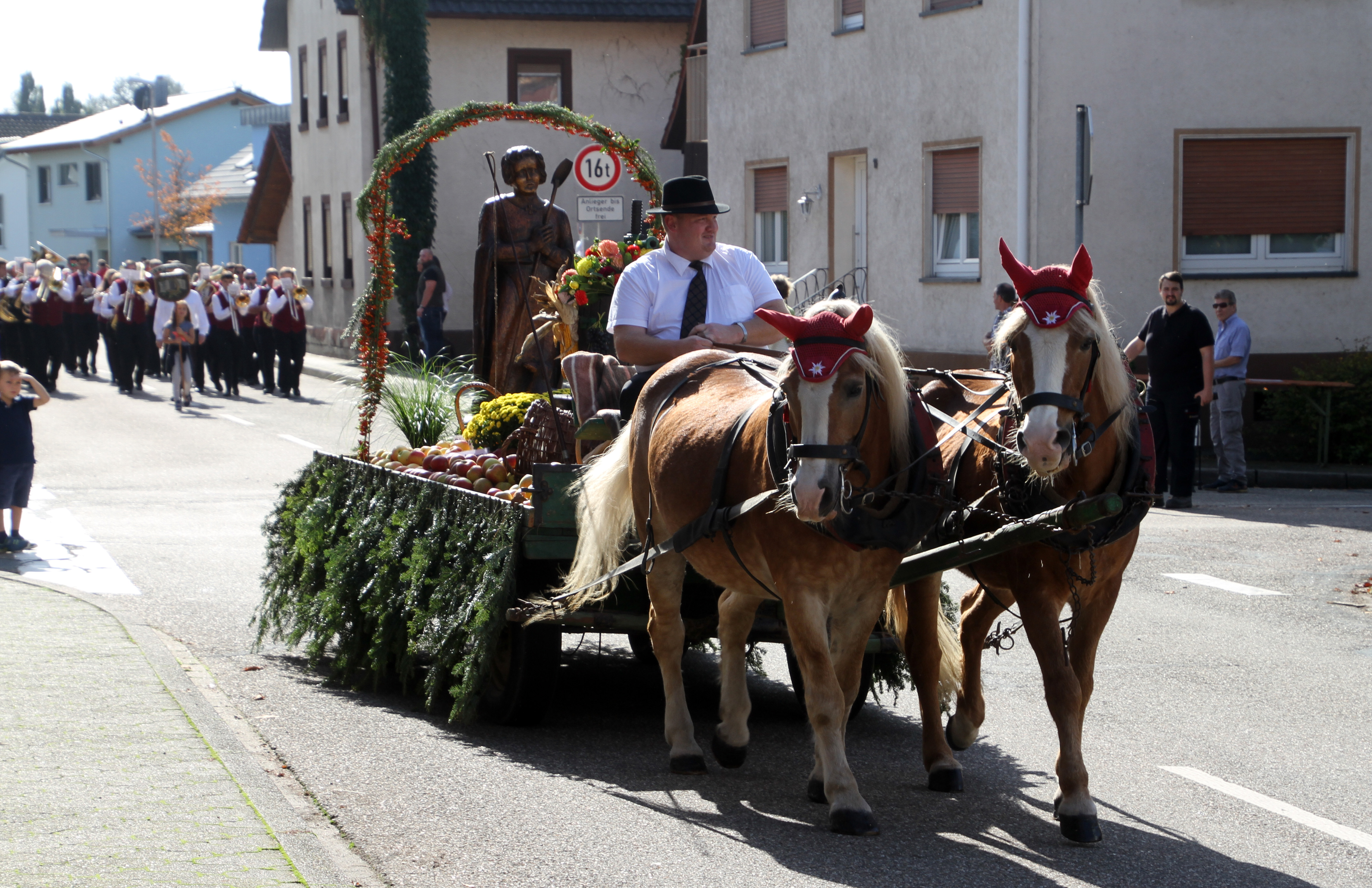
Wagen mit Wendelinus-Figur beim Wendelinusfest 2019

## Wendelinusfest
Alljährlich findet am zweiten Sonntag im Oktober das Leiberstunger Wendelinusfest mit Pferdesegnung statt. Zahlreiche Gespanne und Reiter ziehen dabei mit Begleitung mehrerer Blaskapellen durch das Dorf.